# Ханна Хукстра
Ханна Хукстра (нід. Hannah Hoekstra, нар. 2 серпня 1987, Роттердам, Нідерланди) — нідерландська акторка.

## Кар'єра
У 2010 році Хукстра закінчила Амстердамську театральну академію, де навчалася з 2006 року. Під час навчання брала участь у виставі «Підпілля» режисера Йохана Сіммонса. Наступного року дебютувала на телебаченні, зігравши невелику роль у серіалі Flikken Maastricht.
Її злет відбувся у 2012 році, коли вона отримала роль у фільмі Саши Полак Гемел, в якому Хукстра грає пристрасну красуню з вираженою гіперсексуальністю. Фільм був показаний на Берлінському кінофестивалі і отримав спеціальний приз FIPRESCI. Вона також отримала нагороду Золоте теля на Нідерландському кінофестивалі та була номінована на премію Рембрандта. Її було названо лауреатом премії Падаючих зірок, яка була вручена European Film Promotion на 67-му Берлінському міжнародному кінофестивалі.

## Вибрана фільмографія

### Фільми
| Рік  | Назва                    | Роль      | Примітки |
| ---- | ------------------------ | --------- | --- |
| 2012 | Manslaughter             | Джудіт    | |
| 2012 | Гемел                    | Гемел     | Переможець премії Золоте теля за найкращу жіночу роль                                                                 |
| 2013 | Андроїд                  | Анна      | |
| 2014 | The Canal                | Еліс      | |
| 2016 | The Fury                 | Тайні     | Переможець - Найкраща жіноча роль (Монреальський кінофестиваль) Переможець премії Золоте теля за найкращу жіночу роль |
| 2019 | Patrick                  | Наталі    | |
| 2019 | Ангели Чарлі             | Інгрід    | |
| 2020 | My Father Is an Airplane |           | |
| 2021 | Love in a Bottle         | Щасливиця | |
| 2022 | Faithfully Yours         | Яра Бекер | |
| 2023 | Ведмідь під кайфом       | Ельза     | |

### Відеоігри
- Horizon Zero Dawn (2017) як модель Елой і Елізабет Собек[3];
- Horizon Forbidden West (2022) як модель Елой, Елізабет Собек і Бети.